# 캐슬린 먼로
캐슬린 먼로(Kathleen Munroe, 1982년 4월 9일 ~ )는 캐나다의 배우, 영화배우이다.
해밀턴에서 태어났다.

## 영화
- 웰컴 투 헬 하우스 (2018년)
- 살인병동 (2016년)
- 타임 투게더 (2016년) - 토니 역
- 콜 미 피츠 (2010년)
- SGU 스타게이트 유니버스 (2009년)
- 서바이벌 오브 더 데드 (2009년)
- 더럼 카운티 (2007년)
- 이터널 (2004년)
- CSI - 뉴욕 (2004년)